# 臺東廳
臺東廳（日语：〔〕／ Taitō chō）是台灣日治時期設置的行政區劃之一，設立於於明治30年（1897年）5月至1945年間。臺灣的行政區劃於1897年由「三縣一廳」調整為「六縣三廳」之際，台南縣台東支廳獨立為台東廳，其所轄區域相等於清治末期台東直隸州轄境，東至紅頭嶼（蘭嶼）、西至卑南主山、南至阿朗壹溪、北至大濁水溪（和平溪）。明治42年（1909年）10月，台東廳轄下的花蓮港支廳和璞石閣支廳合併設立花蓮港廳，使台東廳的行政區域大為減少，其範圍相當於今日台東縣轄境。

## 行政區劃

### 台東廳設立前
日人在登陸台灣之前，即於1895年5月21日公布《台灣總督府假條例》與《台灣總督府假條例制定》，提供相關政令的法源，並於6月28日公布《台灣島地方假官制制定件》，7月3日公布《地方官假官制制定件》來劃設地方行政區，以清治時期的三府一直隸州為基礎，化分三縣一廳，規劃將台東直隸州改設台南縣台東支廳。但實際上因日方統治範圍無法及於東部，東部由臺南廳管轄。
1896年6月，恆春支廳長相良長綱及日軍台灣守備步兵第六聯隊第一大隊登陸臺東，經歷新開園戰役等戰爭消滅殘留的清鎮海後軍。7月29日總督府批准，8月1日，臺南縣臺東支廳正式開廳，由恆春支廳相良長綱兼任支廳長。

### 1897年6月後
1897年6月，由於三縣一廳的行政區劃面積過大，於是將三縣一廳改為六縣三廳。台東支廳自台南縣獨立為台東廳，下轄卑南、水尾、奇萊（花蓮市）等三個辦務署，管轄範圍如下：
- 奇萊辨務署：蓮鄉
- 水尾辨務署：新鄉、奉鄉
- 卑南辨務署：廣鄉、南鄉

1898年7月31日，臺東廳公告劃設為25區。1898年11月14日，火燒島、紅頭嶼納入台東廳管轄，火燒島隸屬卑南辨務署廣鄉，紅頭嶼則未被納入出張所管轄。1898年8月16日，台東廳增設「花蓮港出張所」。1900年5月3日，台東廳增設卑南、成廣澳（成功鎮）、璞石閣（玉里鎮）出張所，其管轄範圍如下：
- 花蓮港出張所
  - 蓮鄉：全境
  - 奉鄉：鎮平庄、節朱芒社、善化社、良化社、馬太鞍社、太巴塱社、馬於文社、沙老社、馬弗社
- 璞石閣出張所
  - 新鄉：全境
  - 奉鄉：花蓮、成廣澳出張所管轄外的其他地區
- 成廣澳出張所
  - 廣鄉：卑南出張所管轄的其他地區
  - 奉鄉：加路蘭社、新社、貓公社、八里環社、姑律社、石梯庄、石梯坪庄、北頭溪庄、大港口庄社、納納社、葵扇埔社、大峯峯庄、大金石庄、姑仔律社、大填來社、水母丁庄
- 卑南出張所
  - 南鄉：全境
  - 廣鄉：加路蘭社、君滾蘭社、都巒社、八里芒社、加里猛狎社、太馬武屈社
  - 火燒島庄

1900年6月8日，加路蘭社、君滾蘭社、都巒社、八里芒社、加里猛狎社、大馬武窟社自第5區改劃入第1區；奇密社自第15區改劃入第12區。1900年9月9日，花蓮港出張所從「花蓮港街」遷至「新港街」。1901年5月，分支機構「縣」級保留辦務署，而「廳」級改為「出張所」；同年6月19日，卑南出張所的南側另設「巴塱衛出張所」，而紅頭嶼被納入卑南出張所管轄。
- 巴塱衛出張所：南鄉的巴塱衛庄、羅打結社、文里格社、鴨仔籠社、麻魯祿社、大麻里社、加條那社、恩那博樂社、七家譚社、猿仔蘭社、麻里鳥社、多羅拐社、呀唻那社、馬里立社、阿腊打蘭社、斗里斗里社、菘武落社、密老老社、大馬屈社、虶仔崙社、八老南社、讀古枯社、雨沐社、見那腊蘭社、獅仔獅社、諸野葛社、大狗上社、大狗下社、打腊打蘭社、密腊密上社、密腊密下社、大得吉社、呀里叭社、大拔鹿社、大竹高社、遮角社、古木社、大蟒鴨社、柴郎驛社、馬有樂社、大里力社、簡那撫臉社、噶鳴社、叭里芒社、瓜洞安社、甘那壁社、鴿仔籠社、加舊勿蘭社、大鳥萬社、柴冷佛社、拔仔洞社、八老蘭社、古仔崙社、力未老社、羅六是社、阿塱一社、大控貓社、保棟社、西老社、淡母路社、陳汝骨社、查武六社、于那鳴來社社、崑崙樓社、加農梧社、近黃社、文那撫社

1901年11月11日，總督府認為原有總督府、縣或廳、辦務署或出張所之三級制，造成行政事務上的欠缺靈活，乃廢縣增廳，並加重廳級的裁量權，總共有20個廳；廳下廢辦務署或出張所而改設「支廳」，廳治所在地不另設支廳；同時配合警務與保甲，設立「區」作為下級行政輔助機構，輔助統領區內自古以來便有的各「街庄」及「社」，構成「總督府、廰、支廰、區、街庄」的行政體系，台東廳下轄花蓮港、璞石閣、成廣澳、巴塱衛等四支廳。
- 臺東廳直轄：原卑南出張所管轄
- 花蓮港支廳：原花蓮港出張所管轄
- 璞石閣支廳：原璞石閣出張所管轄
- 成廣澳支廳：原成廣澳出張所管轄
- 巴塱衛支廳：原巴塱衛出張所管轄[8]

1903年6月15日，里壠庄、德高班寮社、雷公火社自第8區改為第26區。1905年7月17日，臺東廳改劃設為以地名稱呼的20區。1906年8月1日，大庄區自公埔區劃出。1908年10月20日，臺東廳下的街庄社再度調整，並裁撤加路蘭區，此時設有卑南區、火燒島區、鹿寮區、太麻里區、巴塱衛區、都歷區、成廣澳區、加走灣區、大港口區、里隴區、新開園區、大庄區、公埔區、璞石閣區、觀音山區、水尾區、拔仔區、太巴塱區、花蓮港區、加禮宛區等共計20區。

### 1909年10月後：劃出花蓮港廳
1909年10月25日，全台二十廳裁併為十二廳，台東廳所轄之花蓮港、璞石閣兩支廳分出設立花蓮港廳。同年12月，將「區」由下級行政輔助機構正式改為下級行政官署，合併之前數個庄、街、社、為一區，並設立區長。台東廳治初設於南鄉卑南街。管轄南鄉、廣鄉、新鄉之一部、奉鄉之一部、火燒島、紅頭嶼、小紅頭嶼。廳直轄卑南區、里隴區、新開園區、火燒島區、鹿藔區等五區，並設巴塱衛、成廣澳兩支廳。巴塱衛支廳管轄太麻里區、巴塱衛區等二區，成廣澳支廳管轄都歷區、成廣澳區、加走灣區等三區。
1909年12月3日，臺東廳在鹿寮區下新設立的「バロハイチカソワン社 」（新七腳川社），是為了遷至七腳川事件之後歸順於政府的原住民。1911年8月3日，日本人移民村編為一般行政的單位，台東廳下有旭村、美和村、鹿野村、大原村、富原村、池上村。1914年5月23日，臺東廳實施街庄整併。1914年10月22日，紅頭嶼、小紅頭嶼劃出台東廳管轄。1915年11月13日，里壠區、新開園區、鹿藔區三區獨立合併為「里壠支廳」。1918年9月1日，太麻里區獨立為「太麻里支廳」。1919年1月15日，卑南區更名為「台東區」，卑南街改稱臺東街，猴仔山社改隸廣鄉，裁撤射馬干社；雷公火社改隸屬南鄉；鹿藔區更名為「鹿野區」；增設月野村；裁撤大坡社、鹿寮社、バロハイチカソワン社、大埔尾社、老吧老吧社、石雨傘庄、微沙鹿社。此時的台東廳行政區劃及管轄範圍如下：
| 廳/直轄    | 廳/直轄  | 區       | 區       | 管轄地區 | 管轄地區                                                                                   |
| 名稱       | 位置     | 名稱     | 位置     | 鄉       | 街庄村社                                                                                   |
| ---------- | -------- | -------- | -------- | -------- | ------------------------------------------------------------------------------------------ |
| 成廣澳支廳 | 成廣澳庄 | 都歷區   | 成廣澳庄 | 廣鄉     | 都歷社、小馬武窟社、加只來社、麻荖漏社                                                     |
| 成廣澳支廳 | 成廣澳庄 | 成廣澳區 | 成廣澳庄 | 廣鄉     | 成廣澳庄、沙汝灣社、石寧埔庄、彭仔存庄                                                     |
| 成廣澳支廳 | 成廣澳庄 | 加走灣區 | 加走灣庄 | 廣鄉     | 加走灣庄、大掃別庄、三間屋庄、馬稼海社                                                     |
| 成廣澳支廳 | 成廣澳庄 | 加走灣區 | 加走灣庄 | 奉鄉     | 姑仔律社                                                                                   |
| 里壠支廳   | 里壠庄   | 新開園區 | 新開園庄 | 新鄉     | 新開園庄、池上村、萬安庄                                                                   |
| 里壠支廳   | 里壠庄   | 里壠區   | 里壠庄   | 新鄉     | 里壠庄                                                                                     |
| 里壠支廳   | 里壠庄   | 里壠區   | 里壠庄   | 南鄉     | 雷公火社                                                                                   |
| 里壠支廳   | 里壠庄   | 鹿野區   | 臺東街   | 南鄉     | 鹿野村、大原村、月野村                                                                     |
| 直轄       | 台東街   | 火燒島區 | 南藔庄   | 火燒島   | 中藔庄、南藔庄、公館庄                                                                     |
| 直轄       | 台東街   | 台東區   | 台東街   | 廣鄉     | 加里猛狎社、加路蘭社、都鑾社、八里芒社、大馬武窟社、嘎嘮吧灣社、猴仔山社、富原村           |
| 直轄       | 台東街   | 台東區   | 台東街   | 南鄉     | 台東街、馬蘭社、利基利吉社、檳榔樹格社、卑南社、知本社、呂家社、北絲鬮社、旭村、美和村     |
| 巴塱衛支廳 | 巴塱衛社 | 巴塱衛區 | 巴塱衛庄 | 南鄉     | 巴塱衛社、大得吉社、大竹高社、甘那壁社、鴿仔籠社、獅仔獅社、大鳥萬社、拔仔洞社             |
| 太麻里支廳 | 太麻里社 | 太麻里區 | 太麻里社 | 南鄉     | 太麻里社、猴仔蘭社、鴨仔蘭社、文里格社、羅打結社、大武屈社、虷仔崙社、打腊打蘭社、察腊密社 |

### 1920年10月後：州廳制

1930年臺東廳行政區劃圖

1920年10月1日，原台東廳直轄及里壠支廳合併為「臺東支廳」；成廣澳支廳更名為「新港支廳」，並新設「都鑾區」；里壠支廳併入臺東支廳，巴塱衛支廳及太麻里支廳合併為「大武支廳」，巴塱衛區改名為「大武區」。另外，原本的街庄社改為「大字」。1921年3月25日，鹿野區役場自里壠移至鹿野村；同年11月12日，都歷區更名為「新港區」，麻荖漏更名為「新港」，為新港區役場所在。1923年5月2日，復設「里壠支廳」。1925年8月27日，增設チヤチヤガトアン社。1929年4月12日，大武區下的「大得吉」改隸太麻里區。1931年10月1日，成廣澳區裁撤，併入新港區與加走灣區。1932年2月1日，台東廳蕃地管轄範圍調整。
| 支廳     | 街/區          | 大字                                                                             |
| -------- | -------------- | -------------------------------------------------------------------------------- |
| 新港支廳 | 加走灣區       | 加走灣、石寧埔、彭子存、大掃別、三間屋、馬稼海、姑子律                           |
| 新港支廳 | 新港區         | 新港、成廣澳、沙汝灣、都歷、小馬武窟、加只來                                     |
| 新港支廳 | 都鑾區         | 都鑾、八里芒、加里猛狎、大馬武窟、嗄嘮吧灣                                       |
| 里壠支廳 | 新開園區       | 新開園、池上村、萬安                                                             |
| 里壠支廳 | 里壠區         | 里壠、雷公火                                                                     |
| 里壠支廳 | 鹿野區         | 鹿野村、大原村、月野村                                                           |
| 里壠支廳 | 未設街庄區地域 | 36處                                                                             |
| 臺東支廳 | 臺東街         | 臺東、馬蘭、旭村、利基利吉、猴字山、富原村、加路蘭                               |
| 臺東支廳 | 卑南區         | 卑南、呂家、檳榔樹格、北絲鬮、知本、美和村                                       |
| 臺東支廳 | 火燒島區       | 中寮、南寮、公館                                                                 |
| 臺東支廳 | 未設街庄區地域 | 大南社、紅頭嶼                                                                   |
| 大武支廳 | 太麻里區       | 太麻里、猴子蘭、鴨子蘭、文里格、羅打結、大武窟、打𣈏打蘭、虷子崙、察𣈏密、大得吉 |
| 大武支廳 | 大武區         | 大武、大竹高、甘那壁、鴒子籠、獅子獅、大鳥萬、拔子洞                             |
| 大武支廳 | 未設街庄區地域 | 42處                                                                             |

### 1937年10月後：街庄制

1937年後的臺東廳，分為臺東郡、關山郡、新港郡

1937年10月1日，台灣總督府公布《台灣廳制》（昭和12年律令第16號），台東、花蓮港兩廳施行街庄制，改支廳為郡、改區為街庄。大武支廳與臺東支廳併為臺東郡、里壠支廳改為關山郡、新港支廳改為新港郡，而多數大字改為較日式的名稱。1944年12月1日，卑南庄裁撤併入臺東街。
| 臺東廳行政區劃（1937～1945年） |
| 臺 東 郡 關 山 郡 新 港 郡     |

### 郡
| 編號 | 名稱   | 假名（歷史假名遣） | 轄屬區域  | 治所   | 備註 |
| ---- | ------ | ------------------ | --------- | ------ | ---- |
| 1    | 臺東郡 | たいとうぐん       | 1街3庄1蕃地 | 臺東街 |      |
| 2    | 關山郡 | くわんざんぐん     | 31蕃地    | 關山   |      |
| 3    | 新港郡 | しんかうぐん       | 3         | 新港   |      |

### 街、
| 郡       | 名稱   | 備註                                           |
| -------- | ------ | ---------------------------------------------- |
| 臺 東 郡 | 臺東街 | 今臺東市、卑南鄉東半部、太麻里鄉美和村、三和村 |
| 臺 東 郡 | 太麻里 | 今太麻里鄉（不含美和村、三和村）、金峰鄉新興村 |
| 臺 東 郡 | 大武   | 今大武鄉                                       |
| 臺 東 郡 | 火燒島 | 今綠島鄉                                       |
| 臺 東 郡 | 蕃地   | 今卑南鄉西半部、金峰鄉、蘭嶼鄉、達仁鄉         |
| 臺 東 郡 | 卑南   | 1944年廢，併入台東街                           |
| 關 山 郡 | 關山   | 今關山鎮                                       |
| 關 山 郡 | 池上   | 今池上鄉                                       |
| 關 山 郡 | 鹿野   | 今鹿野鄉、延平鄉鸞山村                         |
| 關 山 郡 | 蕃地   | 今海端鄉、延平鄉（不含鸞山村）                 |
| 新 港 郡 | 新港   | 今成功鎮                                       |
| 新 港 郡 | 長濱   | 今長濱鄉                                       |
| 新 港 郡 | 都蘭   | 今東河鄉                                       |

| 舊名稱   | 舊名稱                                                                           | 新名稱   | 新名稱                                                                   |
| 街庄區   | 大字                                                                             | 街庄     | 大字                                                                     |
| -------- | -------------------------------------------------------------------------------- | -------- | ------------------------------------------------------------------------ |
| 臺東街   | 臺東、馬蘭、旭村、利基利吉、猴子山、富原村、加路蘭                               | 臺東街   | 臺東、馬蘭、旭、上原、石山、富原、加路蘭                                 |
| 卑南區   | 卑南、呂家、檳榔樹格、北絲鬮、知本、美和村                                       | 卑南庄   | 卑南、利家、日奈敷、初鹿、知本、美和                                     |
| 太麻里區 | 太麻里、猴子蘭、鴨子蘭、文里格、羅打結、大武窟、打𣈏打蘭、虷子崙、察𣈏密、大得吉 | 太麻里庄 | 太麻里、香蘭、西太麻里、森川、北太麻里、南太麻里、多多良、金崙、瀧、大溪 |
| 大武區   | 大武、大竹高、甘那壁、鴒子籠、獅子獅、大鳥萬、拔子洞                             | 大武庄   | 大武、大竹、加奈美、加津林、彩泉、大鳥、初屯                             |
| 火燒島區 | 中寮、南寮、公館                                                                 | 火燒島庄 | 中寮、南寮、公館                                                         |
| 里壠區   | 里壠、月野村(鹿野區)、雷公火(部分編入鹿野庄)                                     | 關山庄   | 關山、月野、日出                                                         |
| 新開園區 | 新開園、池上村、萬安                                                             | 池上庄   | 新開園、池上、萬安                                                       |
| 鹿野區   | 鹿野村、大原村、雷公火(里壠區)                                                   | 鹿野庄   | 鹿野、大原、雷公火                                                       |
| 新港區   | 新港、成廣澳、沙汝灣、都歷、小馬武窟、加只來                                     | 新港庄   | 新港、小湊、大濱、都歷、小馬、塩濱                                       |
| 加走灣區 | 加走灣、石寧埔、彭子存、大掃別、三間屋、馬稼海、姑子律                           | 長濱庄   | 長濱、寧埔、城山、中濱、三間屋、真柄、樟原                               |
| 都鑾區   | 都鑾、八里芒、加里猛狎、大馬武窟、嗄嘮吧灣                                       | 都蘭庄   | 都蘭、八里、佳里、大馬、高原                                             |

| 區名     | 設立時間   | 設立時間   | 設立時間   | 設立時間   | 設立時間  | 設立時間   | 設立時間   | 備註                       |
| 區名     | 1909年     | 1915年11月 | 1918年9月  | 1920年10月 | 1923年5月 | 1937年10月 | 1937年10月 | 備註                       |
| -------- | ---------- | ---------- | ---------- | ---------- | --------- | ---------- | ---------- | -------------------------- |
| 都歷區   | 成廣澳支廳 | 成廣澳支廳 | 成廣澳支廳 | 新港支廳   | 新港支廳  | 新港郡     | 新港       | 1921年更名為新港區         |
| 成廣澳區 | 成廣澳支廳 | 成廣澳支廳 | 成廣澳支廳 | 新港支廳   | 新港支廳  | 新港郡     | -          | 1931年併入新港區、加走灣區 |
| 加走灣區 | 成廣澳支廳 | 成廣澳支廳 | 成廣澳支廳 | 新港支廳   | 新港支廳  | 新港郡     | 長濱       |                            |
| 都鑾區   |            |            |            | 新港支廳   | 新港支廳  | 新港郡     | 都蘭       | 1920年自台東區劃出         |
| 里壠區   | 廳直轄     | 里壠支廳   | 里壠支廳   | 台東支廳   | 里壠支廳  | 關山郡     | 關山       |                            |
| 鹿藔區   | 廳直轄     | 里壠支廳   | 里壠支廳   | 台東支廳   | 里壠支廳  | 關山郡     | 鹿野       | 1919年更名為鹿野區         |
| 新開園區 | 廳直轄     | 里壠支廳   | 里壠支廳   | 台東支廳   | 里壠支廳  | 關山郡     | 池上       |                            |
| 火燒島區 | 廳直轄     | 廳直轄     | 廳直轄     | 台東支廳   | 台東支廳  | 台東郡     | 火燒島     |                            |
| 卑南區   | 廳直轄     | 廳直轄     | 廳直轄     | 台東支廳   | 台東支廳  | 台東郡     | 卑南       | 1920年自台東區劃出         |
| 台東區   |            |            |            | 台東支廳   | 台東支廳  | 台東郡     | 台東街     | 1919年由卑南區更名為台東區 |
| 巴塱衛區 | 巴塱衛支廳 | 巴塱衛支廳 | 巴塱衛支廳 | 大武支廳   | 大武支廳  | 台東郡     | 大武       | 1920年更名為大武區         |
| 太麻里區 | 巴塱衛支廳 | 巴塱衛支廳 | 太麻里支廳 | 大武支廳   | 大武支廳  | 台東郡     | 太麻里     |                            |

## 歷屆首長

### 支廳長

#### 1901年11月後
- 花蓮港支廳：有馬義純（1902年）、大山綱雄（1903年）、久木田平八郎（1904年）、太智清三郎（1905年~1906年）、岩村慎吾（1907年~1908年）、田中庸茂（1909年）、永田綱明（1909年7月6日~）[32]
- 璞石閣支廳：安樂平治久（1902年）、久木田平八郎（1903年）、青木文三郎（1904年~1906年）、太智清三郎（1907年）、青木文三郎（1904年~1909年）
- 成廣澳支廳：小川仙吉（1902年）、渡邊周次郎（1903年~1905年）、大山綱雄（1906年）、青木文三郎（1907年）、有馬源太郎（1908年）、齋藤平馬（1909年）
- 巴塱衛支廳：青木文三郎（1902年）、宮本九左衛門（1903年）、大山綱雄（1904年~1905年）、平田猛（1906年~1907年）、清水清（1908年~1909年）

#### 1909年10月後
- 成廣澳支廳：照島彪（1909年~1912年）、池上憲政（1913年~1915年）、岩村一哉（1916年~1919年）、渡邊定次郎（1920年）
- 里壠支廳：岡本亮太郎（1916年~1918年）、梅野富枝（1919年）、中村定運（1920年）
- 巴塱衛支廳：齋藤平馬（1909年~1912年）、黑岩千三郎（1913年~1915年）、池上憲政（1916年）、妹尾半助（1917年~1920年）
- 太麻里支廳：杉山大作（1919年）、殿上正見（1920年）

#### 1920年10月後
- 新港支廳：原新次郎（代理，1920年）、妹尾半助（1921年~1922年）、菅宮勝太郎（1923年~1931年）、大澤友吉（1932年~1936年）、小田謙吉（1937年）
- 里壠支廳：志波吉太郎、下山又喜（1923年8月17日~）[33]、古藤誠助（1925年~1926年）、宮原佐尚（1927年）、富永藤平（1928年~1930年）、竹內猛（1930年12月16日~）[34]、佐佐木陽之助（1931年5月23日~）[35]、古藤齊助（1934年12月28日~）[36]、金子彌平（1937年6月21日~）[37]、佐野庄一郎（1937年9月8日~）[38]
- 臺東支廳：志波吉太郎（1920年~1923年）、金澤正秋（兼任，1923年2月1日~1926年）[39]、小田謙吉（1927年~1928年）、植田末熊（1928年9月18日~1930年12月18日）[40][41]、大澤友吉（1931年）、引田要三郎（1932年~1934年）、井手儀三郎（1935年~1936年）、中村榮壽（1937年）
- 大武支廳：下山又喜（1920年9月1日~1923年）[42]、岩城榮作（1924年）、助廣三郎（1925年~1926年）、五十嵐喜一郎（1927年~1928年）、金子彌平（1929年~1936年）、井手儀三郎（1937年）

## 人口
昭和16年統計的臺東廳總人口有93,138人，詳細包含：
- 日本人：7,078人
- 台灣人：85,068人
- 朝鮮人：35人
- 其他：957人

| 郡市名 | 面積 (km²) | 人口 (人) | 人口 (人) | 人口 (人) | 人口 (人) | 人口 (人) | 人口 (人) | 人口密度 (人/km²) |
| 郡市名 | 面積 (km²) | 本國籍    | 本國籍    | 本國籍    | 外國籍    | 外國籍    | 計        | 人口密度 (人/km²) |
| 郡市名 | 面積 (km²) | 臺灣      | 內地      | 朝鮮      | 中華民國  | 其他外國  | 計        | 人口密度 (人/km²) |
| ------ | ---------- | --------- | --------- | --------- | --------- | --------- | --------- | ----------------- |
| 臺東郡 | 1,449.9451 | 47,356    | 5,260     | 25        | 801       | 0         | 53,442    | 37                |
| 關山郡 | 1,562.3051 | 18,251    | 1,393     | 5         | 96        | 1         | 19,746    | 13                |
| 新港郡 | 503.0026   | 22,710    | 1,034     | 1         | 126       | 0         | 23,871    | 47                |
| 臺東廳 | 3,515.2528 | 88,317    | 7,687     | 31        | 1,023     | 1         | 97,059    | 28                |

## 臺東廳舍
臺東廳舍在最初是徵用現在廣東街的陳氏古厝作為臨時廳舍，而新的臺東廳廳舍在1899年10月完工，位在馬蘭坳街，而其建材是從神戶運送至臺東。此廳舍在之後逐漸受到白蟻侵害，並在1909年1月的地震中受損，在1919年9月受風災侵襲導致大部分損毀，之後臨時修復做暫時使用，並開始規劃建造新廳舍。新的臺東廳舍在1921年10月動工，1922年7月完工，由湯川組興建，是一棟鋼筋混凝土建的兩層樓建築，工程費96,500圓，並也兼做臺東支廳廳舍使用。臺東廳舍在二戰後沿用作為臺東縣政府廳舍，之後在1975年6月動工改建為現在的臺東縣政府廳舍。

## 設施

### 官廳
- 台東郵便局：大武出張所、新港出張所、火燒島出張所臺東郵便局

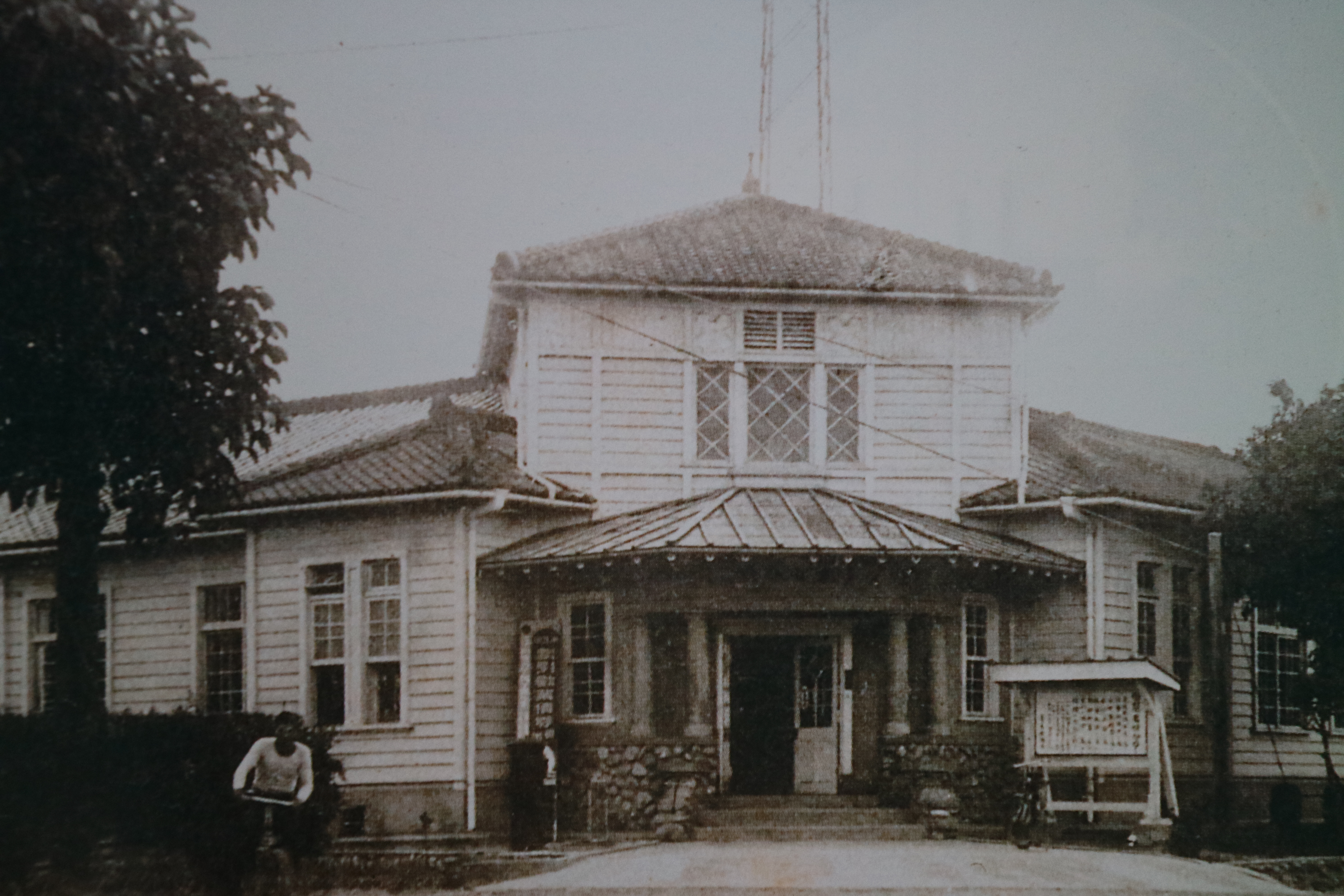
臺東郵便局

- 台東測候所：大武出張所、臺東飛行場出張所、新港出張所
- 紅頭嶼測候所
- 臺北供託局臺東出張所
- 臺北地方法院臺東出張所（原為臺北地方法院臺東登記所，原設置於臺東廳廳舍內）
- 專賣局臺東支局
- 臺東開導所（今矯正署岩灣技訓所）
- 殖產局東部農業試驗場（今台東區農改場）
- 農業試驗所台東熱帶農業試驗支所（今台東區農改場）
- 林業試驗所麻里霧支所（今林試所太麻里研究中心）

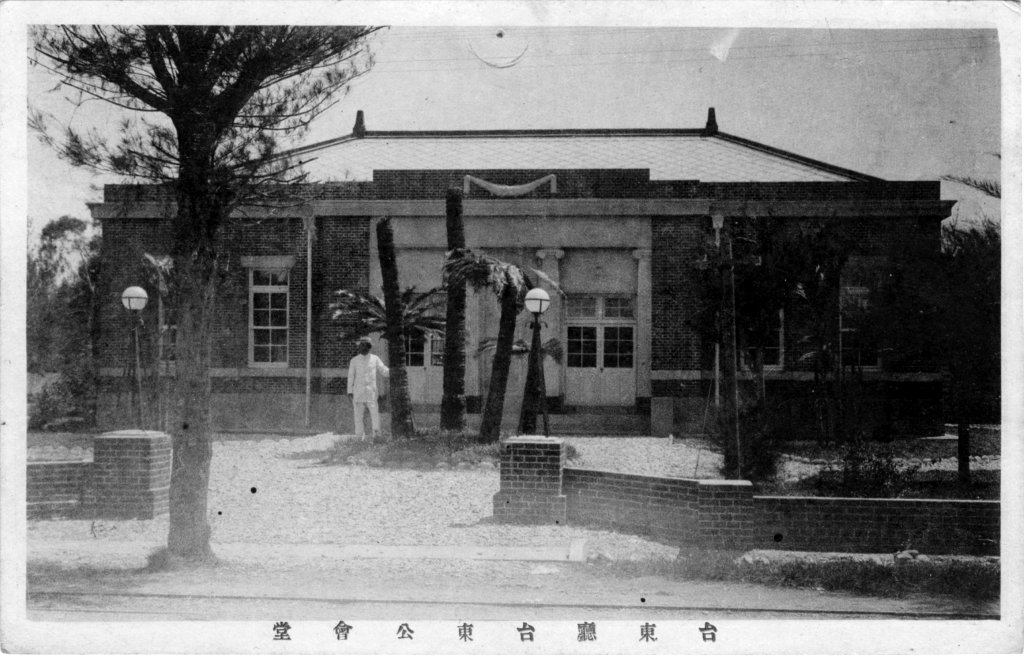
臺東廳公會堂

### 教育
- 1928年設立臺東廳立農業補習學校，1936年改名臺東廳立農林國民學校，1941年又改名臺東廳立農業專修學校（今國立臺東專科學校）
- 廳立臺東女學校（1940年設立，今國立臺東女子高級中學）
- 廳立臺東中學校（1941年設立，今國立臺東高級中學）

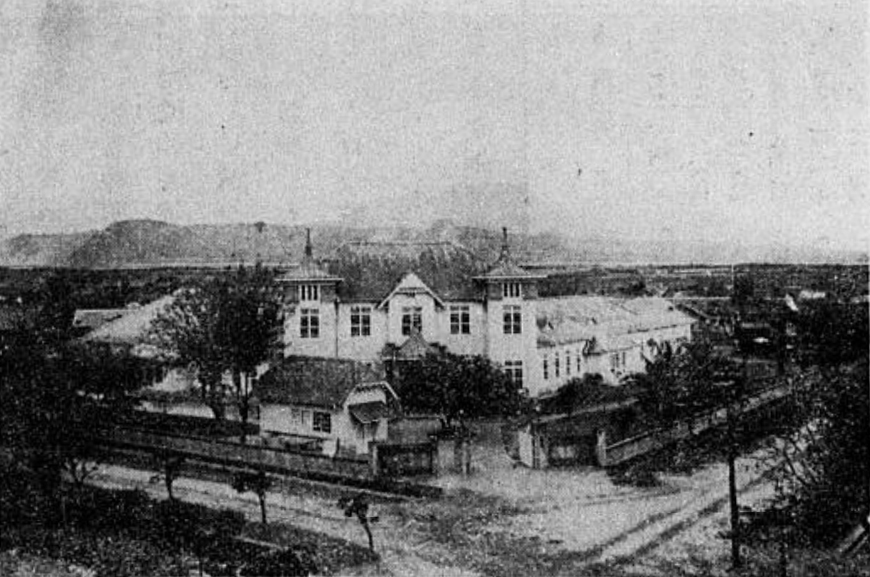
臺灣總督府臺東醫院

### 醫療
- 台灣總督府台東病院 （今衛服部臺東醫院）
- 寶桑醫院（避病院）

### 警察

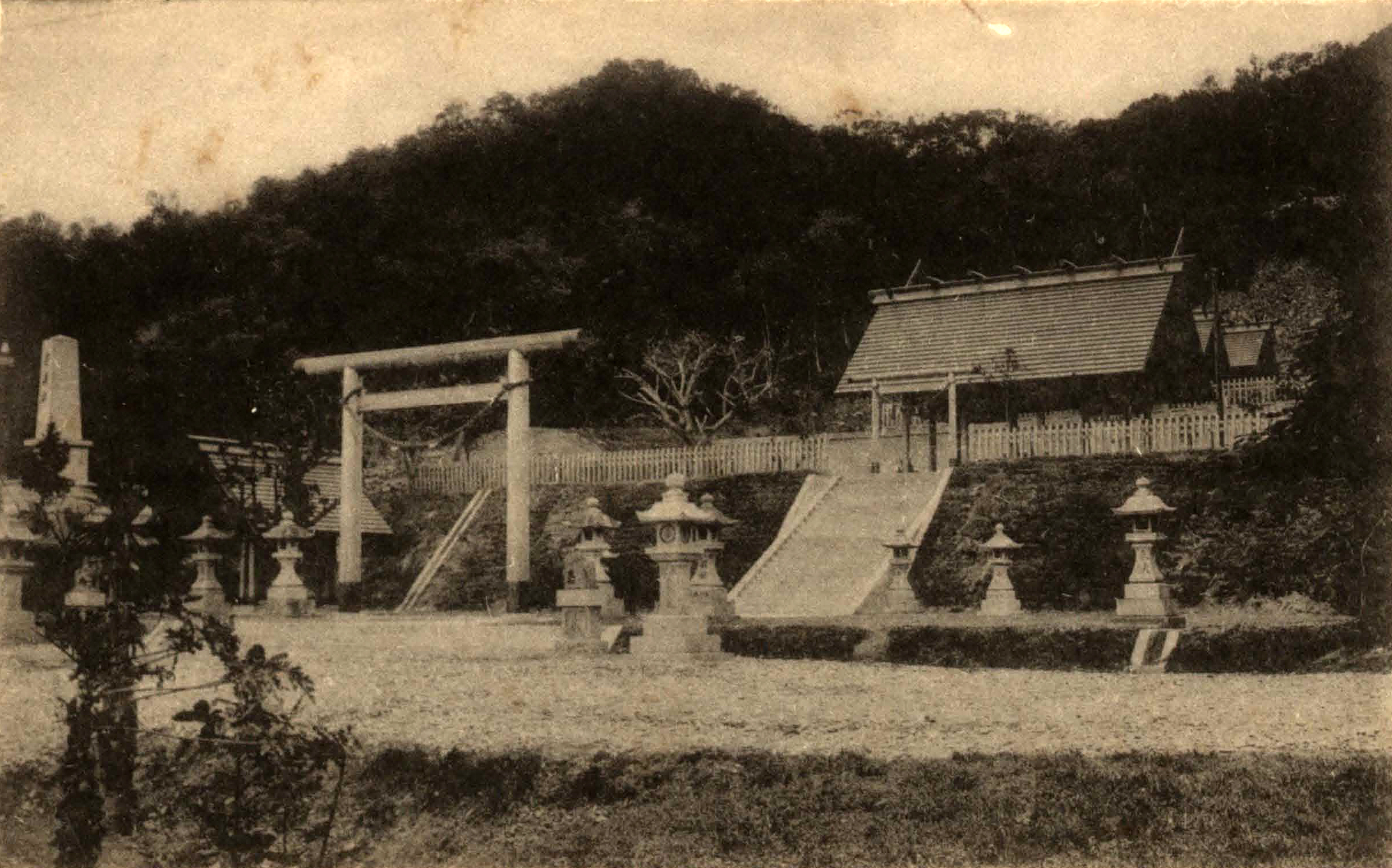
第二代臺東神社

昭和20年（1945年）當時設有
- 台東廳警務課
  - 台東郡警察課
  - 關山郡警察課
  - 新港郡警察課

### 神社
- 台東神社

### 名所舊跡

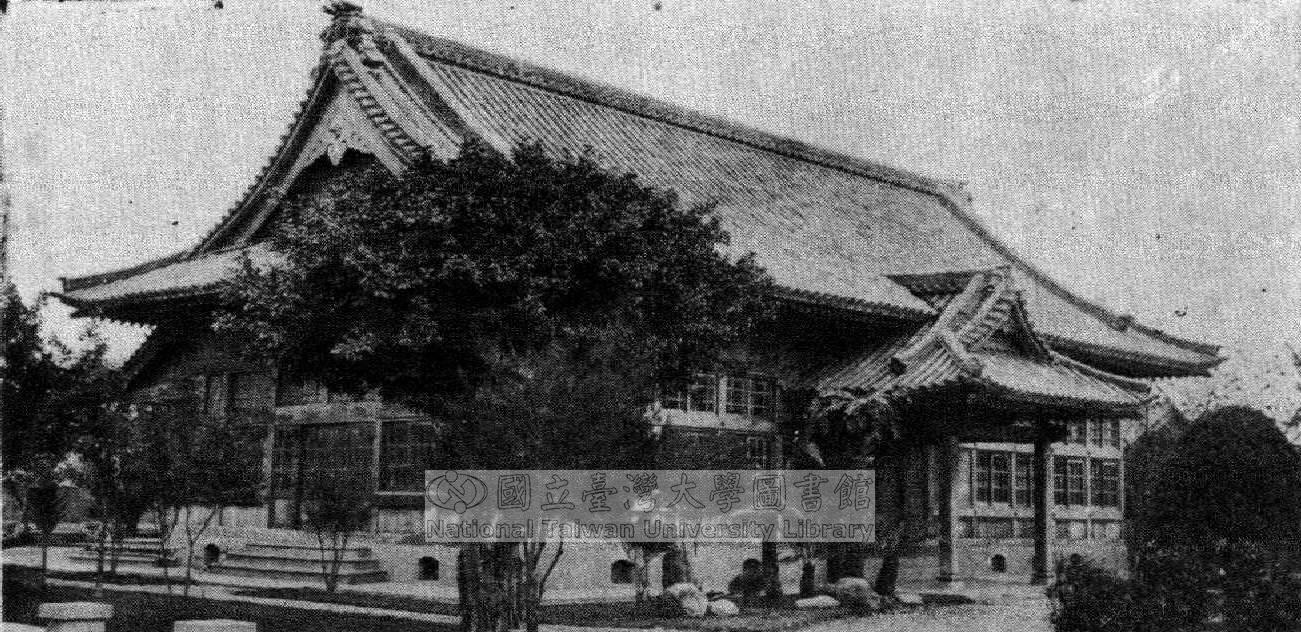
武德殿東武館

- 臺東神社
- 鯉魚山
- 武德殿東武館
- 臺東赤壁（小黃山）
- 臺東水道水源地
- 卑南族發源地
- 白玉瀑布
- 知本溫泉、虷子崙溫泉、紅葉谷溫泉
- 首洗溪、臺東耶馬溪（馬武窟溪）
- 台東大橋
- 三仙臺
- 火燒島、紅頭嶼、小紅頭嶼[52]

## 交通

### 總督府鐵道
昭和19年（1944年）當時路線包括：
- 台東線：臺東海岸貨物取及所、台東車站、馬蘭車站、日奈敷車站、初鹿車站、稻葉車站、鹿野車站、大原車站、大埔車站、月野車站、關山車站、新武呂車站、池上車站

### 指定道路
昭和9年（1934年）當時包含以下指定道路：
- 臺東花蓮港道：臺東廳前開始經馬蘭卑南北絲鬮鹿野村大原村月野村里壟再到里壟支廳新開園區新開園至花蓮港廳界再接續延伸，全長57.973公里
- 臺東馬太鞍道：臺東支廳卑南區卑南的臺東花蓮港道3.483公里分歧處往新港再到新港支廳加走灣區姑仔律到花蓮港廳界的馬太鞍再接續延伸，全長95.4256公里
- 臺東港道：臺東街到臺東港上陸場為止，全長1.4927公里
- 馬蘭知本道：臺東花蓮港道1.745公里處分歧經呂家到卑南區知本銜接台東大武道11.209公里處，全長16.236公里
- 臺東大武道：臺東街起點旭村美和村羅打結太麻里猴子蘭矸子崙打腊打蘭大竹高獅子獅大武支廳大武區大武到達，全長59.7801公里

昭和14年（1939年）當時包含以下「指定道路」：
- 台東花蓮港道（今省道台9線花東縱谷公路，台東→花蓮）
- 台東上大和道（今省道台11線花東海岸公路，台東→豐濱→光復）
- 台東港道（今台東市中正路）
- 台東知本道（今省道台9線台東市區→知本）
- 都蘭富里道（今省道台23線，東河→富里）
- 楓港台東道（今省道台9線南迴公路，知本→太麻里→大武→達仁→壽峠→楓港）

### 港灣
昭和13年（1938年）當時的港灣有：
- 台東港
- 新港漁港

## 国立公園
- 新高阿里山國立公園 (新高阿里山国立公園，玉山國家公園前身)

## 產業
- 台東糖廠
- 金雞納樹（提煉治療瘧疾的奎寧）[53]